# Antirrhinum meonanthum
Antirrhinum meonanthum es una especie de planta de la familia Plantaginaceae.

## Descripción
Tallo erecto semileñoso de hasta 120 cm de altura; con tallos pubescentes, hojas pecioladas, lanceoladas, lampiñas, inferiores opuestas y las superiores esparcidas y alternas; Inflorescencia racemosa y densa, con 30-90 flores, brácteas linear lanceoladas, que sobrepasan los botones florales, viscoso-peloso, sépalos agudos. 
|  | Flores hermafroditas y zigomorfas. Corola amarilla a veces blanca o crema hacia la base, con venas purpúreas, de 18-25(-28) mm. con labio superior bilobado y el inferior trilobado. Pedicelo de entre 5 y 7 mm. Cáliz con 5 lóbulos lanceolados y agudos. Semillas 0,7-0,9 mm, oblongo-ovoides, crestadas o en ocasiones reticuladas, negras. |

## Taxonomía
Antirrhinum meonanthum Hoffmanns. & Link Fl. Portug. 1: 261 1813.

### Basónimo
Antirrhinum ambiguum Lange in Vidensk. Meddel. Dansk Naturhist. Foren. Kjøbenhavn 1863: 37 (1864)

### Sinonimia
- Antirrhinum ambiguum Lange
- Antirrhinum graniticum subsp. ambiguum (Lange) Mateu & Segarra
- Antirrhinum majus subsp. meonanthum (Hoffmanns. & Link.) Malag.[1]
- Antirrhinum mazimpakaeFern.Casas[2]
- Antirrhinum meionanthum Brot.[3]
- Antirrhinum meonanthum var. ambiguum (Lange) Pau[4]
- Antirrhinum meonanthum subsp. salcedoi Laínz[5]

### Curiosidades y usos
Es difícil en ocasiones la determinación de algunos ejemplares y esto ha favorecido la proliferación de propuestas taxonómicas. Esta dificultad es mayor
cuando las especies que conviven y posiblemente se cruzan son morfológicamente próximas –tal es el caso de A. meonanthum y A. braun-blanquetii.